# Arribes del Duero
Arribes del Duero este o arie protejată (arie specială de conservare — SAC, sit de importanță comunitară — SCI) din Spania întinsă pe o suprafață de 106.178,29 ha, integral pe uscat.

## Localizare
Centrul sitului Arribes del Duero este situat la coordonatele 41°11′03″N 6°32′07″W / 41.1843°N 6.5353°V.

## Înființare
Situl Arribes del Duero a fost declarat sit de importanță comunitară în ianuarie 1998 pentru a proteja 1 specie de plante și 22 de specii de animale. Situl a fost protejat și ca arie specială de conservare în septembrie 2015.

## Biodiversitate
Situată în ecoregiunea mediteraneană, aria protejată conține 21 de habitate naturale: Lacuri eutrofice naturale cu vegetație de tip Magnopotamion sau Hydrocharition, Păduri de Quercus suber, Râuri cu maluri nămoloase cu vegetație de Chenopodion rubri p.p. și Bidention p.p., Păduri de Quercus ilex și Quercus rotundifolia, Matorral arborescenți cu Juniperus spp., Iazuri temporare mediteraneene, Păduri termofile cu Fraxinus angustifolia, Dehesas cu Quercus spp. perene, Pseudostepă cu ierburi și specii anuale de Thero-Brachypodietea, Cursuri de apă de la nivel de câmpie la nivel montan, cu vegetație Ranunculion fluitantis și Callitricho-Batrachion, Păduri iberice de Quercus faginea și Quercus canariensis, Lande oro-mediteraneene cu formațiuni endemice de grozamă, Tufărișuri termo-mediteraneene și de pre-deșert, Păduri de stejar galițio-portugheze cu Quercus robur și Quercus pyrenaica, Pante stâncoase silicioase cu vegetație casmofită, Roci stâncoase cu vegetație pionieră de Sedo-Scleranthion sau Sedo albi-Veronicion dillenii, Galerii de Salix alba și de Populus alba, Păduri aluvionare cu Alnus glutinosa și Fraxinus excelsior (Alno-Padion, Alnion incanae, Salicion albae), Pajiști umede mediteraneene cu ierburi înalte de Molinio-Holoschoenion, Liziere de ierburi înalte hidrofile de câmpie și de nivel montan până la alpin, Păduri de Castanea sativa.
La baza desemnării sitului se află mai multe specii protejate:
- plante (1): Holcus setiglumis subsp. duriensis
- amfibieni (1): Discoglossus galganoi
- mamifere (11): liliac cârn (Barbastella barbastellus), lupul (Canis lupus), vidră de râu (Lutra lutra), Microtus cabrerae, liliac cu aripi lungi (Miniopterus schreibersii), liliac cu urechi de șoarece (Myotis blythii), liliac cărămiziu (Myotis emarginatus), liliac comun (Myotis myotis), liliacul mediteranean cu potcoavă (Rhinolophus euryale), liliacul mare cu potcoavă (Rhinolophus ferrumequinum), liliacul mic cu potcoavă (Rhinolophus hipposideros)
- nevertebrate (4): croitorul mare al stejarului (Cerambyx cerdo), fluturele auriu (Euphydryas aurinia), Euplagia quadripunctaria, Oxygastra curtisii
- pești (4): Achondrostoma arcasii, Pseudochondrostoma duriense, Rutilus alburnoides, Rutilus lemmingii
- reptile (2): țestoasa de baltă (Emys orbicularis), Mauremys leprosa

Pe lângă speciile protejate, pe teritoriul sitului au mai fost identificate 22 de specii de plante, 9 specii de amfibieni, 15 specii de mamifere, 3 specii de nevertebrate, 2 specii de pești, 3 specii de reptile.